# Харасавейське газове родовище
Харасавейське газове родовище — входить до Західно-Сибірської нафтогазоносної провінції.

## Опис
Знаходиться у північно-західній частині півострова Ямал на березі Карського моря .
Глибина залягання покладів 700…2288 м.
Запаси 900 млрд м3.
Відкрите 1974 року.
Річний обсяг видобутку — 38 млрд кубометрів газу.
Планується будувати завод по зрідженню газу. Технологічні лінії заводу по зрідженню газу планується побудувати у цехах «Севмашпредприятия», транспортувати готові модулі морем і встановити на березі в районі порту Харасавей.